# Pojezierze Południowopomorskie
Pojezierze Południowopomorskie (314.6-7) – obejmuje terytoria pomiędzy morenami fazy pomorskiej na północy, Pradoliną Toruńsko-Eberswaldzką na południu, doliną Odry na zachodzie i doliną Wisły na wschodzie, na szlaku odpływu lodowcowo-rzecznego, który spowodował powstanie rozległych piaszczystych równin w dorzeczach dopływu Noteci – Drawy oraz dopływów Wisły – Brdy i Wdy. Pomiędzy dolinami tych rzek występują liczne jeziora wytopiskowe. Klimatycznie jest to region bardziej suchy (średnia roczna 500-550 mm) i cieplejszy niż Pojezierza Wschodnio- i Zachodniopomorskie. W składzie lasów przeważają tu bory sosnowe na sandrach. Mieszane lasy liściaste na wysoczyznach morenowych przeważnie ustąpiły miejsca polom uprawnym. Makroregion zajmuje powierzchnię 17 789 km² (oznacza to, że powierzchnia Pojezierza Południowopomorskiego jest równa łącznej sumie powierzchni Pojezierza Zachodniopomorskiego i Wschodniopomorskiego) i dzieli się go na 13 następujących mezoregionów:
- Równina Gorzowska
- Pojezierze Dobiegniewskie
- Równina Drawska
- Równina Tucholska
- Pojezierze Wałeckie
- Równina Wałecka
- Pojezierze Szczecineckie
- Równina Charzykowska
- Dolina Gwdy
- Pojezierze Krajeńskie
- Bory Tucholskie
- Dolina Brdy
- Wysoczyzna Świecka